# Серле
Серле (итал. Serle) — коммуна в Италии, располагается в провинции Брешиа области Ломбардия.
Население составляет 2832 человека, плотность населения составляет 157 чел./км². Занимает площадь 18 км². Почтовый индекс — 25080. Телефонный код — 030.
Покровителем коммуны почитается святой апостол Пётр, празднование 29 июня.